# Podroháčské folklórní slavnosti
Podroháčské folklórní slavnosti (v originále Podroháčske folklórne slávnosti) jsou mezinárodní folklorní přehlídkou, který se každoročně během měsíce srpna koná ve slovenském městě Zuberec, v tamním amfiteátru vybudovaném v Muzeu oravské dědiny. První ročník festivalu se uskutečnil roku 1975, čím se tato akce řadí k nejstarším folklórním přehlídkám na celém Slovensku. 
Součástí přehlídky bývá též tradiční jarmark. Program celé akce připravoval Viliam Gruska, který se autorsky podílel na slavnostech konaných v letech 1978–1986, dále 1997 a 2005.